# Silke Lippok
Silke Lippok (Pforzheim, 31 januari 1994) is een Duitse zwemster. Ze vertegenwoordigde haar vaderland op de Olympische Zomerspelen 2012 in Londen.

## Carrière
Bij haar internationale debuut, op de Europese kampioenschappen zwemmen 2010 in Boedapest, veroverde Lippok de zilveren medaille op de 200 meter vrije slag en op de 100 meter vrije slag strandde ze in de halve finales, samen met Daniela Samulski, Lisa Vitting en Daniela Schreiber sleepte ze de Europese titel in de wacht op de 4x100 meter vrije slag. Op de 4x100 meter wisselslag legde ze samen met Jenny Mensing, Caroline Ruhnau en Daniela Samulski beslag op de bronzen medaille, samen met Franziska Jansen, Nina Schiffer en Daniela Schreiber eindigde ze als vierde op de 4x200 meter vrije slag. Op de Europese kampioenschappen kortebaanzwemmen 2010 in Eindhoven veroverde de Duitse de zilveren medaille op de 200 meter vrije slag, op de 100 meter vrije slag werd ze uitgeschakeld in de series. Tijdens de wereldkampioenschappen kortebaanzwemmen 2010 in Dubai strandde Lippok in de halve finales van de 100 meter vrije slag en in de series van de 200 meter vrije slag.
In Shanghai nam de Duitse deel aan de wereldkampioenschappen zwemmen 2011, op dit toernooi eindigde ze als achtste op de 200 meter vrije slag. Op de 4x100 meter vrije slag sleepte ze samen met Britta Steffen, Lisa Vitting en Daniela Schreiber de bronzen medaille in de wacht, samen met Lisa Vitting, Daniela Schreiber en Franziska Jansen werd ze uitgeschakeld in de series van de 4x200 meter vrije slag. Op de Europese kampioenschappen kortebaanzwemmen 2011 in Szczecin werd Lippok Europees kampioene op de 200 meter vrije slag, daarnaast eindigde ze als zevende op de 400 meter vrije slag en strandde ze in de halve finales van de 100 meter rugslag.
Tijdens de Europese kampioenschappen zwemmen 2012 in Debrecen sleepte de Duitse de zilveren medaille in de wacht op de 200 meter vrije slag, op zowel de 100 als de 400 meter vrije slag strandde ze in de series. Op de 4x100 meter vrije slag legde ze samen met Britta Steffen, Lisa Vitting en Daniela Schreiber beslag op de Europese titel, samen met Theresa Michalak, Alexandra Wenk en Daniela Schreiber eindigde ze als vierde op de 4x200 meter vrije slag. In Londen nam Lippok deel aan de Olympische Zomerspelen van 2012, op dit toernooi werd ze uitgeschakeld in de halve finales van de 200 meter vrije slag. Op de 4x100 meter vrije slag strandde ze samen met Britta Steffen, Lisa Vitting en Daniela Schreiber in de series, samen met Theresa Michalak, Annika Bruhn en Daniela Schreiber werd ze uitgeschakeld in de series van de 4x200 meter vrije slag.

## Internationale toernooien
| Jaar | Olympische Spelen                                              | WK langebaan                                                   | WK kortebaan                            | EK langebaan                                                                                             | EK kortebaan                                            |
| ---- | -------------------------------------------------------------- | -------------------------------------------------------------- | --------------------------------------- | --- | ------------------------------------------------------- |
| 2010 |                                                                |                                                                | 12e 100m vrije slag 10e 200m vrije slag | 11e 100m vrije slag · 200m vrije slag · 4x100m vrije slag · 4e 4x200m vrije slag · 4x100m wisselslag     | 19e 100m vrije slag · 200m vrije slag                   |
| 2011 |                                                                | 8e 200m vrije slag · 4x100m vrije slag · 10e 4x200m vrije slag |                                         | | 200m vrije slag · 7e 400m vrije slag · 20e 100m rugslag |
| 2012 | 13e 200m vrije slag 9e 4x100m vrije slag 11e 4x200m vrije slag |                                                                | geen deelname                           | serie 100m vrije slag · 200m vrije slag · 13e 400m vrije slag · 4x100m vrije slag · 4e 4x200m vrije slag | geen deelname                                           |

## Persoonlijke records
Bijgewerkt tot en met 12 februari 2011
Kortebaan
| Afstand         | Tijd    | Datum            | Plaats    |
| --------------- | ------- | ---------------- | --------- |
| 50m vrije slag  | 25,45   | 14 november 2010 | Wuppertal |
| 100m vrije slag | 53,49   | 16 december 2010 | Dubai     |
| 200m vrije slag | 1.53,96 | 28 november 2010 | Eindhoven |
| 50m rugslag     | 28,62   | 26 november 2011 | Wuppertal |
| 100m rugslag    | 59,71   | 27 november 2011 | Wuppertal |

Langebaan
| Afstand         | Tijd    | Datum            | Plaats    |
| --------------- | ------- | ---------------- | --------- |
| 50m vrije slag  | 25,44   | 11 juli 2009     | Praag     |
| 100m vrije slag | 54,74   | 1 juli 2010      | Berlijn   |
| 200m vrije slag | 1.56,98 | 14 augustus 2010 | Boedapest |
| 50m rugslag     | 29,13   | 4 juni 2010      | Berlijn   |
| 100m rugslag    | 1.01,85 | 1 juni 2011      | Berlijn   |